# Thomas Lück

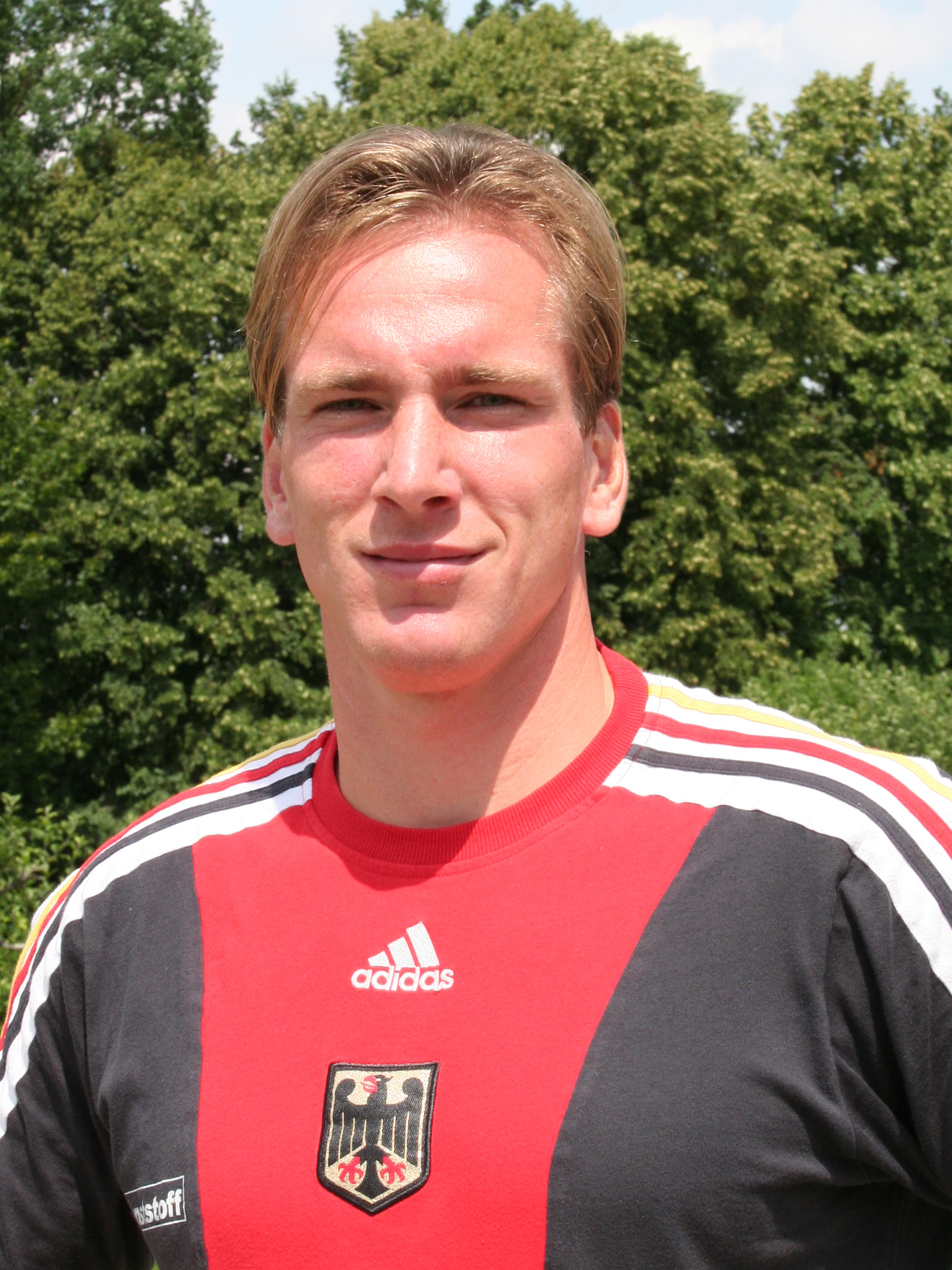
Thomas Lück, år 2007

Thomas Lück, född den 29 januari 1981 i Östberlin i Östtyskland, är en tysk kanotist.
Han tog bland annat VM-guld i C-4 1000 meter i samband med sprintvärldsmästerskapen i kanotsport 2006 i Szeged.